# Links Ecologisch Forum
Het Links Ecologisch Forum (LEF) is een Vlaams overlegforum dat zichzelf voorstelt als een radicaal links groene beweging.

## Historiek
Het initiatief voor dit forum werd genomen vanuit de vzw 't Uilenkot. Deelnemers waren onder meer mensen uit de SAP, de KP, LEEF en Sta Op. Eind 2003 werden de uitgangspunten van de beweging aanvaard.
In 2005 hebben de SAP,LEEF en Sta op zich uit het LEF teruggetrokken.

## Doelstellingen
Het LEF streeft naar een samenleving waarin de economische uitbuiting van de mens door de mens, elke sociale, etnische en seksuele discriminatie, elke politieke onderdrukking en elke culturele vervreemding uitgebannen zijn, die radicaaldemocratisch is en waarin de mens in evenwicht met de natuur leeft. Dit wil zij bereiken door collectieve eigendom van de grote productiemiddelen in democratisch beheer.
De beweging vindt haar inspiratie in de traditie van de emancipatorische strijd van de arbeidersbeweging, de vrouwenbeweging, de vredesbeweging, de milieubeweging en andere emancipatorische bewegingen.
Het LEF streeft naar concrete maatregelen die de levensomstandigheden van de bevolking verbeteren door o.a. de sociale ongelijkheid te verminderen, de aantasting van het leefmilieu tegen te gaan, de tewerkstelling kwantitatief en kwalitatief te verbeteren, de openbare diensten uit te bouwen, de gezondheid te verbeteren.
De voornaamste actiepunten van LEF zijn:
1. verdediging van vakbondsrechten
2. verdediging van de openbare diensten
3. verhoging van de lage inkomens
4. rechtvaardige fiscaliteit
5. betaalbaar wonen
6. strijd tegen opwarming van de aarde
7. kernuitstap
8. kernwapens uit Kleine-Brogel
9. stoppen VS wapentransporten door België
10. internationale solidariteit (Palestina, Latijns-Amerika, Filipijnen)
11. regularisatie volgens objectieve criteria met betrekking tot mensen zonder papieren
12. strijd tegen discriminaties (geslacht, religie)
13. voor een sociaal Europa

## Symbool
Het symbool van LEF is de radijs. “Radijs” is etymologisch verwant aan “radicaal”. Beide zijn afkomstig van het Latijnse woord “radix” , wat wortel betekent.

## Voornaamste actiemiddelen
1. deelname aan vergaderingen en publieke acties van organisaties of koepels die in die thema’s gespecialiseerd zijn (vakbonden, ATTAC, diverse platformen ….).
2. bekendmaking van acties via de website
3. organisatie van debatten bij voorkeur met politici (in samenwerking met grotere organisaties)
4. bevraging kandidaten bij verkiezingen